# South Street
South Street es una calle en el Bajo Manhattan, Nueva York, ubicada adyacente al río Este. Recorre desde Whitehall Street cerca de la punta sur de Manhattan hasta Jackson Street cerca del Puente de Williamsburg. La Franklin D. Roosevelt East River Drive, que en una porción de la calle va como un viaducto elevado, recorre a lo largo de toda la calle. 
La calle es famosa por el puerto marítimo, al sur del Puente de Brooklyn, y es el antiguo sitio del Fulton Fish Market, que estuvo ubicado al norte del puerto marítimo. Knickerbocker Village, un proyecto de vivienda municipal, da a South Street entre el puente de Bridge y el Puente de Manhattan en el vecindario "Two Bridges". Al oeste dle puerto marítimo, South Street es la ubicación de varios edificios de oficinas, incluyendo 55 Water Street, y el Museo de la Policía de la Ciudad de Nueva York.

## Historia
La orilla del río Este en el bajo Manhattan, que incluye la South Street (llamada así porque se encuentra en la parte sur de la isla), jugó un papel importante en la historia temprana de la ciudad de Nueva York y se convirtió, en unperiodo de 200 años, en uno de los distritos comerciales más prósperos en la ciudad. La evolución del área del puerto marítimo de South Street de un pequeño conjunto de muelles en el siglo XVII a una parte importante del principal puerto del país a mediados del siglo XIX, refleja la importancia de la ciudad de Nueva York como un centro internacional de comercio. Ya en 1625 cuando la Compañía Neerlandesa de las Indias Occidentales estableció un puesto de comercio al sur de la isla de Manhattan, el área al sur del sitio donde se ubicó el puerto marítimo sirvió como un lugar de atraque de botes. Los neerlandeses construyeron un pequeño muelle florante que se extendía al río Este desde lo que hoy es Broad Street. A medida que el bajo Manhattan, entonces llamado Nueva Amsterdam, se pobló, unas pocas calles fueron abiertas a través del campo. Una de las primeras calles fue Queen Street (hoy Pearl Street), abierto en 1633, que rápidamente se convirtió en el corazón mercantil del Manhattan del siglo XVII. Queen Street se extendió a lo largo de la orilla hasta la segunda mitad del siglo XIX cuando se ganó terreno al río y se extendió el límite oriental de Manhattan hasta donde hoy se encuentran la calle Water y luego Front Street.
South Street se construyó en terrenos ganados al río en a finales del siglo XVII; la ciudad empezó a abrirla en 1798, creando un límite de 75 pies entre las casas y las tiendas y los muelles y embarcaderos que aparecieron a lo largo de la calle. El ancho fue necesario porque los barcos atracaban justo en la orilla con sus baupreses sobre la calle, dando origen a su sobremente: la "streety o' ships" (en inglés: "la callecita de los barcos"). A inicios del siglo XIX, South Street fue terminada sobre nuevos terrenos ganados al río. South Street se convirtió en el centro de la industria astillera de la ciudad y del comercio acuático por doscientos años a pesar de que hacia 1810 empezó a tener competencia de West Street al otro lado de la isla. En 1835, el Gran incendio de Nueva York destruyó 76 de los edificios de la calle, pero eso apenas contuvo la expansión del comercio a lo largo de la orilla. Un día de 1836, hubo 921 barcos en el río Este esperando cargar o descargar en South Street, mientras unas adicionales 320 esperaban en el Hudson. En ese momento, la ciudad de Nueva York tenía el 62% de las importaciones de todo el país.
La cantidad de comercio se mantuvo aumentando y para 1857, el Gleason's Pictorial Magazine describió a las calles South y West como manzanas y manzanas de "donde encuentran lugar barcos, oficinas navales, almacenes de todo tipo, restaurante baratos, mercados y esas tiendas indescribibles de viejos cables, basura, anclas y todo tipo de cosas que nadie excepto un hombre mar puede nombrar."
Para 1930, el área de South Street había perdido su importancia. 
En húmedos días de verano, los vagabundos se sientan a lo largo de los muelles con sus bolsas de basura, comparten colillas de cigarrillos y miran eternamente al agua. En invierno, se juntan en pequeños grupos alrededor de pequeñas fogatas; muchos duermen en las noches en los portales cubriéndose con periódicos. Otros se juntan a los hombres sintecho que duermen en el albergue municipal, Annex No. 2, en el viejo cobertizo del ferry al pie de Whitehall Street, que puede recibir a 1,200 cada noche.
A inicios de los años 1980, South Street fue remodelado de su estado abandona y convertido en una atracción turística que recrea una atmósfera similar a lugares como el Inner Harbor de Baltimore y el Quincy Market de Boston.

## En la cultura popular
La calle ha sido usada usualmente como locación para películas de Hollywood, incluyendo A Hatful of Rain, que fue filmada en 1957 en Knickerbocker Village. South Street fue el set para la película de 1953 de Sam Fuller Pickup on South Street.

## Nearby points of interest
- Alfred E. Smith Houses
- Battery Maritime Building
- Imagination Playground at Burling Slip
- Knickerbocker Village
- New York City Police Museum
- Pier 11/Wall Street
- South Street Seaport
- Whitehall Street Ferry Terminal
- 55 Water Street
- Never built: 80 South Street
- Former: Fulton Fish Market